# Wanze Eduards
Wanze Eduards é um líder Saramaka da República do Suriname pela aldeia de Pikin Slee. Durante a década de 1990, as empresas de exploração de madeiras invadiram a aldeia de Pikin Santi. Inundações extensas causadas por pontes defeituosas resultaram na perda de grandes lotes de terras agrícolas.
Eduards então juntou esforços com Hugo Jabini, da aldeia vizinha de Tutubuka, para combater as empresas. Ele recebeu o Prémio Ambiental Goldman em 2009, juntamente com Jabini, pelos seus esforços para proteger as suas terras tradicionais contra as empresas madeireiras, levando o caso à Comissão Interamericana de Direitos Humanos e, posteriormente, à Corte Interamericana de Direitos Humanos. Os seus esforços resultaram numa decisão histórica sobre o direito dos povos indígenas e tribais das Américas de controlar a exploração dos recursos naturais nos seus territórios.